# Clima tropical
El clima tropical es un tipo de clima cálido habitual y dominante en la zona intertropical. La clasificación climática de Wladimir Peter Köppen lo define como clima no árido en el que los doce meses tienen temperaturas medias que nunca bajan de los 18 °C. Es isotérmico (oscilación térmica insignificante a lo largo del año) y por lo general bastante húmedos.
Se subdivide según Köppen en tres tipos: ecuatorial (Af), monzónico (Am) y de sabana (Aw y As). Otros autores como Papadakis incluyen un clima tropical semiárido o seco (BSh) y un clima árido tropical (BWh).
Definir un clima tropical simplemente como propio de la zona intertropical, no tiene en cuenta un hecho palmario: la existencia de altas montañas en la zona intertropical, donde hay páramos e incluso nevados, y altitudes que en general modifican totalmente los patrones climáticos propios de la zona intertropical, hecho que provoca que estas regiones sean clasificadas en otras categorías, por lo general los climas templados C.

## Conceptos
- AÑA: Para Vladimir Köppen, el clima tropical se clasifica como A, se caracteriza por ser húmedo y lluvioso. En 1918 usó el criterio de que todos los meses del año superaran la media de 18 °C, que también adoptaría Miller en 1931. Las precipitaciones mensuales son superiores a la evaporación. Hasta hoy es la que más se usa, lo que hace que los climas tropicales cubran aproximadamente la mitad de la superficie de la Tierra.[3]

- Papadakis: Define como el clima que tiene determinado punto del planeta en donde jamás se producen heladas,[4][5][6][7] es decir, nunca desciende la temperatura por debajo de los 0 °C, sin importar si es árido o húmedo. Dentro de los climas tropicales se definen múltiples tipos o variedades, según el rigor de sus temperaturas de verano o de invierno, su evapotranspiración potencial, su tendencia monzónica, mediterránea, isohídrica, marítima, húmeda, semiárida, hiperárida, árida, etc.:[4]

- Holdridge: Para el sistema de Holdridge de 1947, las zonas tropicales son las más cálidas, presentando más de 24 °C de temperatura media anual. Estudiosos de la América tropical coinciden con este parámetro, tales como Ewel et al. (1968), Goldbrunner (1977) y Huber (1997) que le denomina megatérmico.

- Trewartha: En 1894, Supan definió las regiones tropicales como aquellas con una media por año superior a 20 °C, y valor que adoptó la clasificación climática de Trewartha en 1956. En 1968, se define el clima tropical extendiendo la temperatura del mes más frío a 65 °F (18.3 °C).[8]

- Flohn: De acuerdo con la clasificación climática de Flohn, una zona tropical presenta vientos alisios en invierno y precipitación en verano, lo que equivale al clima de sabana (Aw). La zona siempre lluviosa se denomina ecuatorial.

- Alisov: Para el sistema de clasificación climática de Alisov, los climas lluviosos y cálidos se denominan ecuatoriales y subecuatoriales, reservando el término tropical para los climas secos, ya que estos se sitúan alrededor de los trópicos terrestres (de Cáncer y Capricornio).

## Causas y efectos

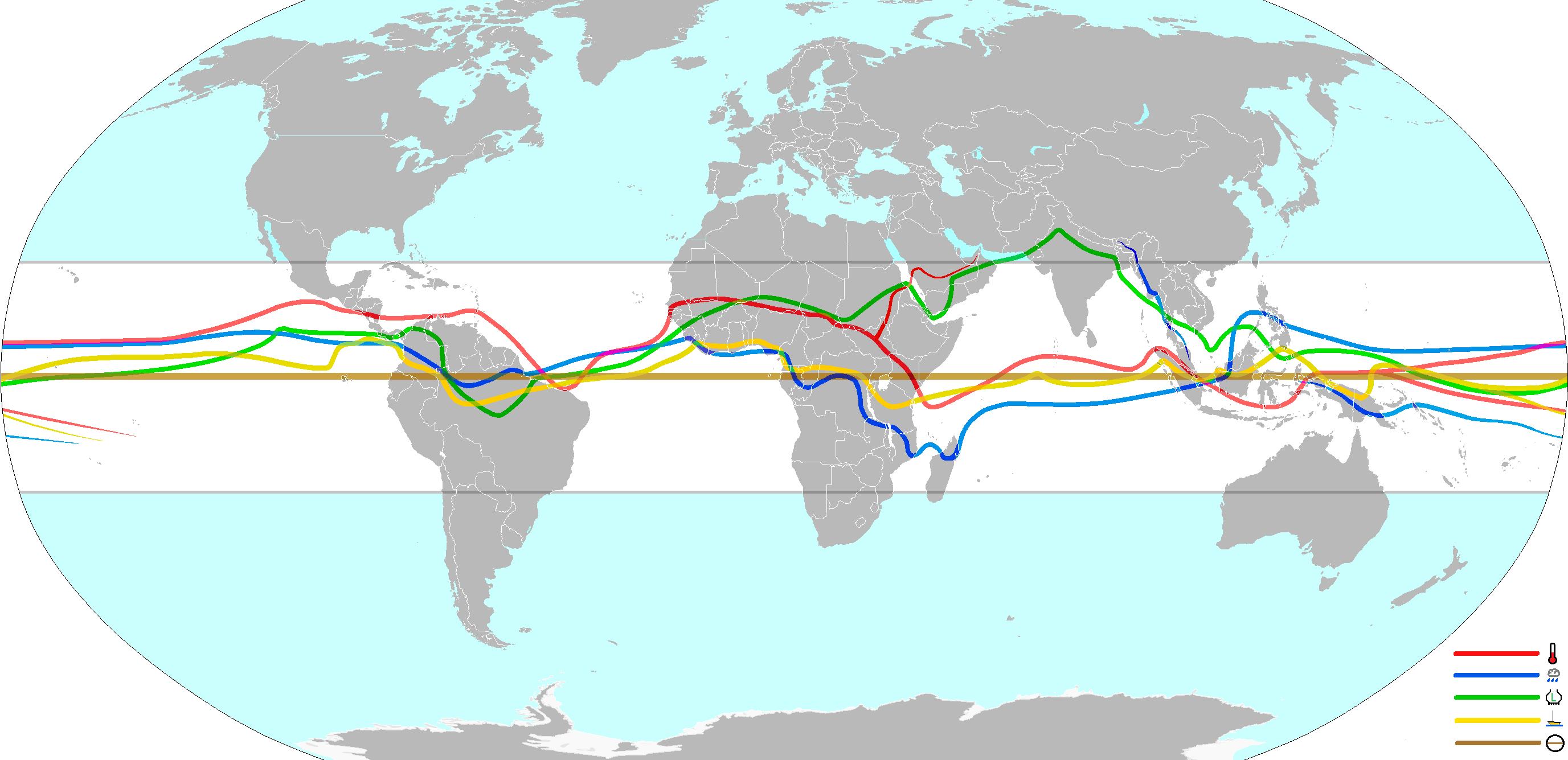
Las regiones de clima tropical están atravesadas por ecuadores climáticos que las distinguen, como son el ecuador térmico (en rojo), el cinturón de lluvias tropicales (en azul), la vaguada ecuatorial (en verde) y la zona de calmas ecuatoriales (en amarillo).

El clima tropical en general, se debe al ángulo de incidencia de la radiación solar que se produce en estas regiones (casi perpendicular al suelo todo el año). Esto hace que la temperatura sea alta y que las variaciones diurnas sean también muy altas. Ante esto, el flujo de evaporación desde el suelo también es alto por lo que la humedad suele ser alta. El calentamiento, propio del ecuador térmico de la Tierra, genera que el aire se dilate y ascienda a la alta atmósfera, produciendo un cinturón de baja presión constante llamado vaguada ecuatorial o monzónica, la cual atrae a las masas de aire circundantes, generando el encuentro de los vientos alisios de ambos hemisferios en la llamada zona de convergencia intertropical (ZCIT), convergencia que constituye la zona de calmas ecuatoriales. Al converger estas grandes masas de aire tropical, la humedad se acumula produciendo convección atmosférica y precipitaciones constantes e intensas durante la mayor parte del año en latitudes ecuatoriales en la zona denominada cinturón de lluvias tropicales. Finalmente, se observa que a mayor latitud habrá mayor estacionalidad tanto hídrica como térmica dependiendo de la migración anual de la ZCIT.

## Características
La región tropical de la Tierra ha sido definida generalmente como aquella situada entre el trópico de Cáncer y el trópico de Capricornio, ampliada hasta la zona de afección de las altas presiones subtropicales, situada sobre los 15-25º N y S. Si bien algunos autores separan el clima ecuatorial situado entre los 3º N y S del ecuador, es común incluirlo como un tipo del ecuatorial.

### Temperaturas

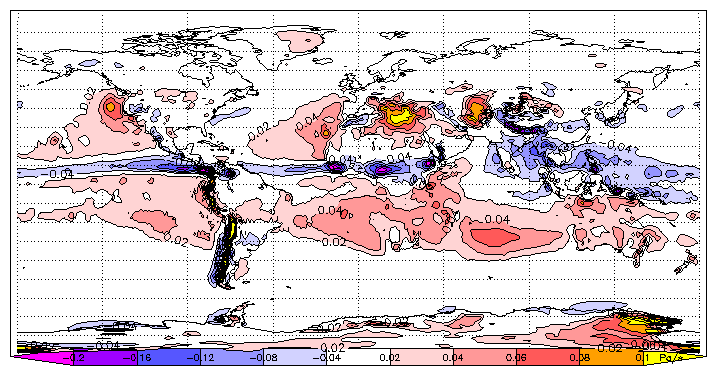
Vaguada ecuatorial-monzónica vertical a velocidad de 500 hPa, promedio de julio en unidades de pascales por segundo. Ascenso (valores negativos) se concentra cerca del ecuador solar; descenso (valores positivos) es más difuso.

Los climas tropicales además de tener una temperatura media mensual de 25 °C aproximadamente, se caracterizan por no sufrir heladas. Por lo tanto, los términos verano o invierno no tienen significado en las zonas con menor oscilación térmica, por lo que se suele decir que no tienen invierno, (no existen las estaciones del año en estas latitudes, valga la redundancia). La diferencia de temperatura media anual (también llamada oscilación térmica media anual) es pequeña, y la propia oscilación térmica diaria puede superar a la anual. La oscilación es aún menor cuanto más nos acercamos a regiones ecuatoriales. En zonas tropicales áridas estas reglas varían, por lo que éstas suelen agruparse como desérticas.

### Presión atmosférica y viento
En este clima térmicamente es posible el cultivo de especies sensibles a las heladas, por ejemplo el café, el banano, la piña o ananá, chayote, etc.
Al situarse cerca del ecuador, estas regiones se encuentran en una zona de bajas presiones constantes produciendo el encuentro de vientos de ambos hemisferios (que además están en estaciones opuestas) en la llamada zona de convergencia intertropical, que además puede generar zonas satélites. Esta banda tiene la capacidad de trasladarse norte-sur en función del ángulo de inclinación del sol y la época del año. Esta zona se caracteriza por la alta frecuencia de vientos ascendentes, lo que provoca desarrollos verticales de nubes de lluvia.

### Monzones

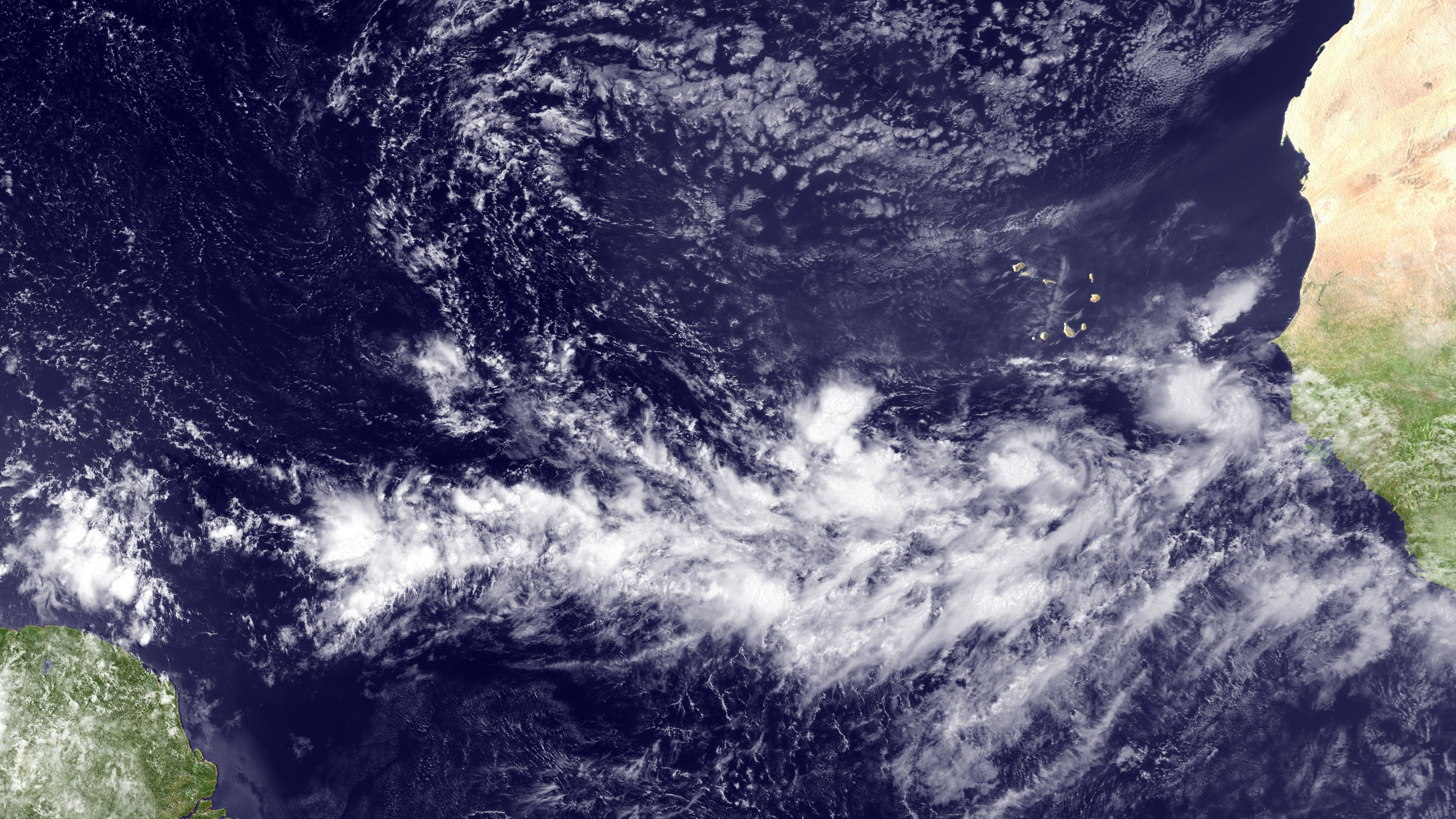
Vista por satélite de una zona de lluvias tropicales sobre el ecuador, cuya migración estacional se relaciones con los monzones.

Los monzones son una reversión de los vientos estacionales que se producen en las regiones tropicales, aunque su nombre provenga de la India donde se producen con más intensidad. Los monzones en la India generan períodos de lluvias o épocas de sequías según el sentido que dirijan, y estos se deben a los efectos del clima tropical. En el norte de América del Sur y África se producen procesos similares que pueden provocar períodos de inundaciones.

## Sistema de Köppen
Para Köppen, los climas tropicales se clasifican en la clase A y son cálidos, lluviosos y generadores de abundante vegetación. De acuerdo a la dinámica de la lluvia, se clasifica a sus vez en los subtipos Af selvático (muy húmedo), Am monzónico (húmedo) y Aw/As sabanero (húmedo-seco).

### Clave para la determinación de la fórmula climática
Para la clasificación de un clima tropical, Köppen realiza los siguientes cálculos:
| A           | Af         | Am                           | Aw/As                   |
| Tmenor > 18 | Pseco > 60 | 60 > Pseco > 100 - (PA / 25) | Pseco < 100 - (PA / 25) |

En donde, Tmenor = temperatura media del mes con la menor temperatura en grados centígrados (°C); Pseco = precipitación media del mes más seco en milímetros (mm); y PA = precipitación anual promedio en mm.
Tomando por ejemplo a la ciudad de Yakarta (capital de Indonesia) cuyo mes menos cálido tiene una temperatura media de 26 °C (Tmenor=26), en el mes más seco llueve unos 43 mm (Pseco = 43) y la precipitación anual promedia 1800 mm (PA = 1800). Esto implicaría que se puede usar la fórmula 60 > Pseco > 100 - (PA / 25), es decir, 60 > 43 > 28, y por lo tanto esta ciudad calificaría como clima monzónico (Am).
Los climas Aw suelen limitar con climas secos tropicales Bsh. Para determinar si se trata de un clima seco, ver las fórmulas correspondientes aquí: Clave para la determinación de los climas secos.

### De selva tropical o ecuatorialAf
Se define «clima ecuatorial» en el que amén de nunca padecer de heladas, la temperatura mensual media del mes más frío siempre va a ser superior a 23 °C. En este clima térmicamente es posible el cultivo no solo de especies sensibles a las heladas sino también las que requieren aún mayor temperatura, por ejemplo el cacao, caucho, etc. Iquitos o Singapur son algunas de las ciudades conocidas que poseen clima tropical ecuatorial.

### MonzónicoAm
Tiene temperaturas elevadas, amplitud térmica marcada y lluvias concentradas en una estación lluviosa de gran intensidad. El monzón es un viento estacional, que sopla del continente hacia el mar en la estación seca y del mar al continente asiático en la estación de las lluvias. Este viento tropical, cuando sopla del mar es muy húmedo, ya que procede del océano Pacífico o del Índico y cuando llega al continente deja en él abundantes lluvias. Esta abundancia de lluvias en la estación cálida ha facilitado el desarrollo en las llanuras aluviales del cultivo del arroz que exige a la vez mucha cantidad de agua y calor.
También se le llama clima subecuatorial y como tal se parece mucho al clima ecuatorial por la uniformidad de las temperaturas, pero difiere de este en el régimen de las lluvias: una corta estación seca y otra lluviosa prolongada. Este clima propicia el desarrollo de frondosas selvas en lugar de sabanas. Un buen ejemplo de este clima es el de Lagos, en Nigeria, el clima de Calcuta también es un ejemplo típico de clima monzónico..

### De sabanaAw/As

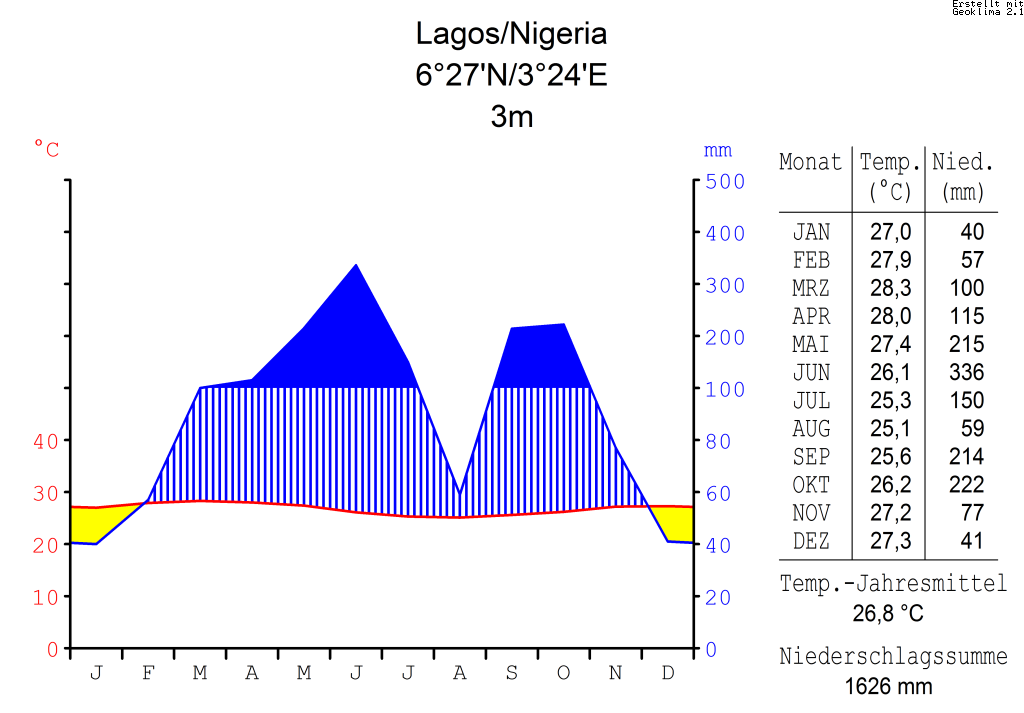
Diagrama climático de Lagos (Nigeria).

Es un clima con estación seca, en invierno o verano, caracterizado por ser de transición entre el clima seco y el  monzónico. Lluvioso más de 5 meses al año. Barranquilla y Caracas son ciudades características con este clima. En clasificación de Koppen Aw o su variante ecuatorial As.
Algunas ciudades, por ejemplo Asunción, Miami, Posadas, etc., que en las clasificaciones basadas en temperaturas medias entraban en las categorías de «tropicales», en las categorizaciones en donde se toman también en consideración las mínimas absolutas se las incluye dentro de los climas semitropicales, pues sufren —aun raramente— de suaves heladas, por lo que los cultivos tropicales se realizan con cierto riesgo de pérdida por heladas.

## Nomenclatura geográfica francesa
Estudios provenientes de la colonización francesa de África, clasificaron los climas tropicales de acuerdo con su precipitación, definiendo las siguientes variedades:
- Clima ecuatorial: Muy lluvioso, con precipitaciones mayores de 1100 mm anuales, es equivalente a los climas Af y Am. Es el clima de la selva tropical.
- Clima sudanés: Recibe breves periodos lluviosos pero con potentísimas tormentas, produciendo lluvias entre 600 y 1100 mm anuales. Es similar al clima tropical de sabana (Aw) y es típico de la región del Sudán. La vegetación es de sabana húmeda y arbolada.
- Clima sudano-saheliano: También llamado clima senegalés, es un clima cálido semiárido equivalente al clima seco tropical (BSh), con lluvias entre 400 y 600 mm anuales.
- Clima saheliano: Tiene una gran tendencia a la aridez: con una larga estación seca que ocupa dos tercios del año y las precipitaciones se reducen (entre 200 y 400 mm). Durante la estación seca, el harmattan, viento continental del este, sopla continuamente, desecándolo todo. En ninguna parte del mundo ocupa más extensión este tipo de clima que en África, entre el Sudán y el desierto del Sahara, a lo largo de una franja de 6000 km de longitud, desde el Senegal al Mar Rojo, a la que los árabes denominan el «Sahel» (es decir, la «orilla», que en este caso es la del desierto). Es un clima tropical seco intermedio entre BSh y BWh.
- Clima saharo-saheliano: Es un clima árido tropical (BWh) con poca lluvia, entre 100 y 200 mm.
- Clima sahariano: Es un clima hiperárido tropical, típico del Desierto del Sahara y donde se presentan las mayores temperaturas registradas en la Tierra. La escasa precipitación está entre 0 y 100 mm, por lo que la vegetación es casi nula.

## Vegetación

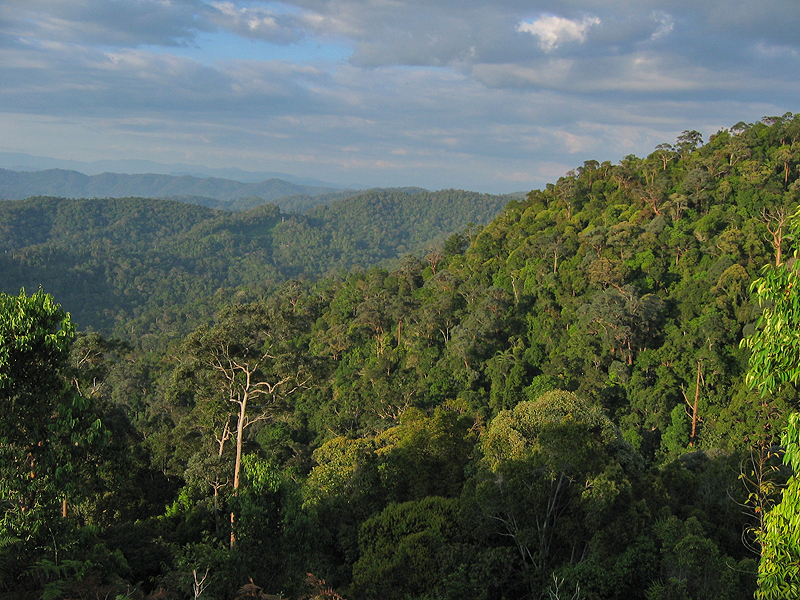
Bosque tropical de Malasia. El clima tropical permite un crecimiento espectacular de la vegetación, no comparable con ningún otro clima.

La vegetación principal del clima ecuatorial y monzónico son las selvas o bosques tropicales húmedos. Mientras que en el clima tropical de sabana hay un predominio de la sabana arbolada y el bosque seco.